# Glen Cove
Glen Cove je město v okrese Nassau County ve státě New York ve Spojených státech amerických. K roku 2010 zde žilo 26 964 obyvatel. S celkovou rozlohou 49,9 km² byla hustota zalidnění 1 546,7 obyvatel na km².

## Osobnosti města
- Thomas Pynchon (* 1937), americký spisovatel románů
- Lee Ranaldo (* 1956), americký hudebník
- Ashanti (* 1980), americká zpěvačka a skladatelka